# Hans Richter (skådespelare)
Hans Richter, född 12 januari 1919 i Nowawes, Potsdam, Tyska riket, död 5 oktober 2008 i Heppenheim, Tyskland, var en tysk skådespelare. Han filmdebuterade i en barnroll 1931 i filmatiseringen av romanen Emil och detektiverna, Grabbar med ruter i. Richter gjorde sedan flera ungdomsroller i tysk film under 1930-talet och 1940-talet. I vuxen ålder blev han allt mer intresserad av teater, men gjorde roller i film och TV fram till 1980-talet.

## Filmografi, urval
- 1931 – Grabbar med ruter i
- 1932 – En glimt av himlen
- 1933 – Fröken Piccolo
- 1934 – Hennes engelska giftermål
- 1935 – Kärlek och knockout
- 1935 – Storstädning
- 1936 – Irene min dotter
- 1937 – Även i tider som dessa
- 1938 – Med förseglade order
- 1939 – Ett hopplöst fall
- 1944 – Skolans skräck
- 1952 – Cuba Cabana
- 1952 – 1 april år 2000
- 1959 – I brottets skugga
- 1975 – De måste dömas